# Friedrich von Baden
Friedrich von Baden är en äppelsort vars ursprung var en kärna från ett Bismarkäpple i Tyskland år 1894. Äpplet är relativt stort och skalet som är fett är mestadels närmast ljusgrönt, och köttet är saftigt, sött och en aning syrligt. En sjukdom äpplet kan drabbas av är pricksjuka. Äpplet mognar omkring skiftet oktober-november, och Friedrich von Baden passar lika bra som ätäpple såsom köksäpple. Äpplen som pollineras av Friedrich von Baden är bland annat Filippa och Oranie. I Sverige odlas Friedrich von Baden gynnsammast i zon 1-3. Den har vid Alnarp ibland blivit ganska välsmakande.